# Spurstow
Spurstow is een civil parish in het bestuurlijke gebied Cheshire East, in het Engelse graafschap Cheshire met 413 inwoners.